# Утішків
Уті́шків — село в Україні, в Золочівському районі Львівської області. Населення становить 894 особи. Орган місцевого самоврядування - Красненська селищна рада.

## Географія
Село розташоване на заході України. Відстань до м. Львова — 60 км, на південний схід за 7 км. м. Буськ, на захід за 5 км — залізнична станція Красне. Село знаходиться на висоті 220 метрів над рівнем моря.
Сусіди с. Утішків: на півночі — с. Чучмани і с. Гумниська (6 км) на сході — с. Петричі (3 км) на північному заході — с. Сторонибаби (2 км) на заході й південному заході — смт Красне (5 км)
В південній частині села проходить електрифікована залізнична колія Львів — Броди — Здолбунів — Рівне.
Площа території села — 154,6 га.
Село розташоване на рівнині в басейні річки Західний Буг, котра бере свій початок в с. Верхобужжя Золочівського району (Загальна довжина ріки 831 км, в межах України — 401 км і впадає в ріку Вісла — Балтійське море). В ріку Західний Буг перед с. Петричі впадає річка Золочівка і вже в с. Утішків ріка має силу повноводної, з повільною течією і піскуватим дном. З ріки, навпроти церкви, перед залізним, а колись був дерев'яний, шлюзом забирають воду Сторонибабський спиртзавод і рибтрест.

## Історія
Перша писемна згадка про поселення Тішки сягає 1458 р. З 1520 р. утверджується назва Утішків. Назва села походить від дієслова «тішитися» або «утішатися» і, з розповідей місцевих жителів, утворилася після відступу ворогів з території села.
Село забудовувалось по лівому березі ріки Західний Буг. Зі всіх переказів і вдалої місцевості перші поселення були в Дубині й по вулиці Пожарній або Пожорній. Також був забудований Кінець (від нової Церкви до старої Церкви).
В серпні 1920-го р. село було тимчасово окуповане більшовиками.
В селі є символічна могила борцям за волю України, освячена 21 серпня 1994 року.
В селі Утішків, як і в сусідніх селах, 1927 році стараннями адвоката Павлика з Золочева і братів Іванцівих була заснована «Просвіта». При «Просвіті» працював хоровий гурток, ставились вистави, проводились вечорниці, концерти до видатних національних дат, чайні вечори, святкування Свяченого яйця, а для дітей — до свята Миколая. Також при просвіті були організовані курси «Домашнього господарства», на яких вчили варити, в'язати й вести господарку.

## Населення
| Рік  | Чисельність населення | Українці | Поляки | Євреї |
| ---- | --------------------- | -------- | ------ | ----- |
| 1882 | 820                   | 766      | 52     | 2     |
| 1890 | 1309                  | ?        | ?      | ?     |
| 1900 | 1097                  | 996      | 67     | 34    |
| 1903 | 1091                  | 1039     | 12     | 40    |
| 1912 | 1096                  | 1036     | 22     | 38    |
| 1935 | 1157                  | ?        | ?      | ?     |
| 1968 | 1249                  | ?        | ?      | ?     |
| 2001 | 894                   | ?        | ?      | ?     |
| 2005 | 870                   | ?        | ?      | ?     |

### Мова
Розподіл населення за рідною мовою за даними перепису 2001 року:
| Мова       | Кількість | Відсоток |
| ---------- | --------- | -------- |
| українська | 885       | 98.99%   |
| угорська   | 5         | 0.56%    |
| російська  | 3         | 0.34%    |
| румунська  | 1         | 0.11%    |
| Усього     | 894       | 100%     |

## Відомі люди
- Дмитрів Нестор (1862—1925) — український греко-католицький священник у США, журналіст, письменник, громадський діяч;
- Туркевич Михайло Михайлович — заслужений майстер спорту СРСР по альпінізму (1982), майстер спорту міжнародного класу (1982), багаторазовий призер чемпіонатів і першостей СРСР по альпінізму й скелелазінню, багаторазовий організатор експедицій у Гімалаї.